# المانوية

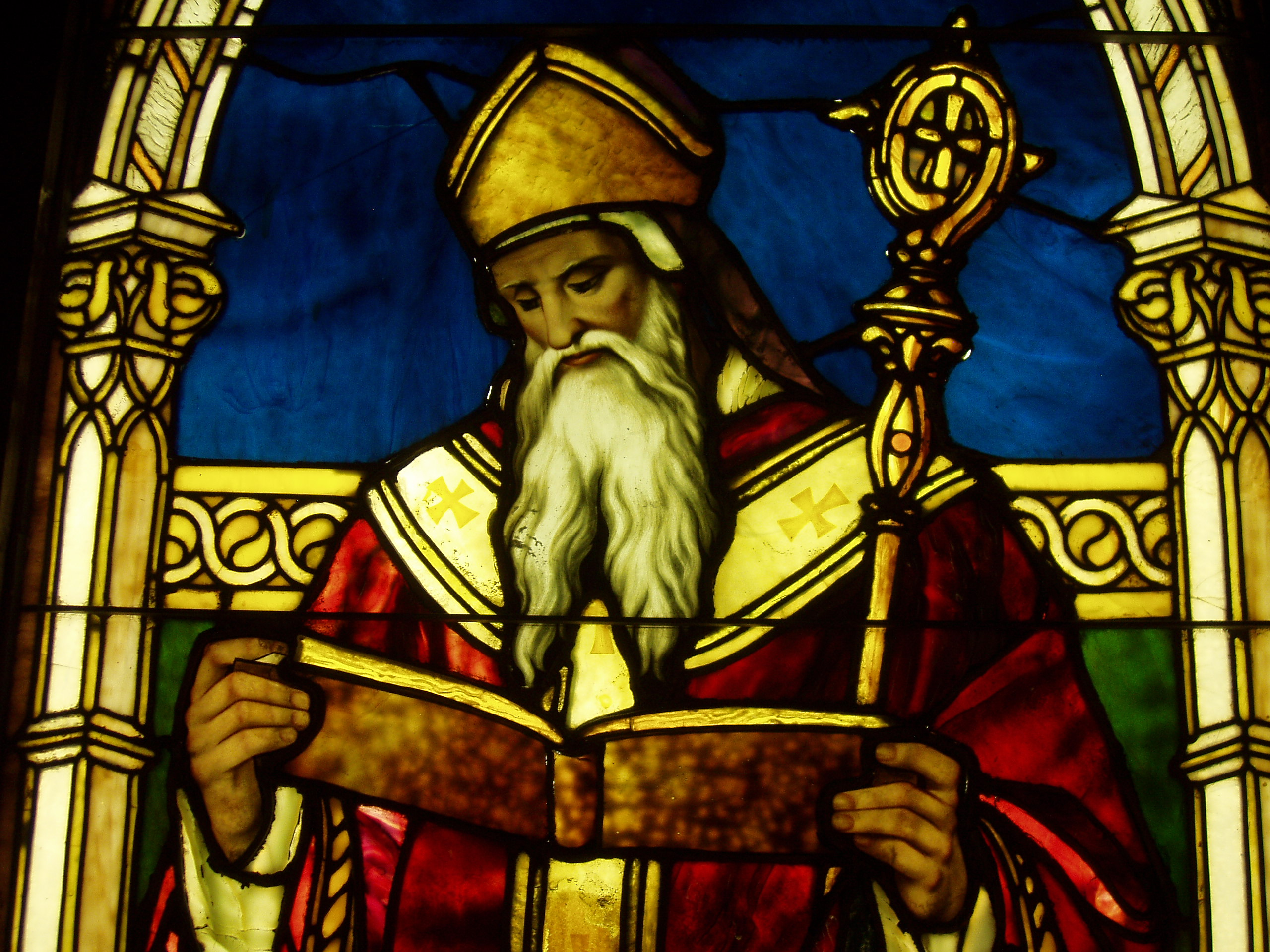
كان أوغسطينوس مانويًا.

المانوية أو المنانية - كما ذكر ابن النديم في الفهرست - ديانة تنسب إلى ماني المولود في عام 216م في بابل، والذي ظهر في زمان شابور بن أردشير وقتله بهرام بن هرمز بن شابور. وزعم أن الوحي أتاه وهو في الثانية عشر من عمره وكان في الأصل زرادشتيا عارفاً بمذاهب القوم وكان يقول بنبوة المسيح ولا يقول بنبوة موسى فنحى منحىً بين الزرادشتية والمسيحية.
حاول ماني إقامة صلة بين ديانته والديانة المسيحية وكذلك البوذية والزرادشتية، ولذلك فهو يعتبر كلاً من بوذا وزرادشت ويسوع أسلافاً له، وقد كتب ماني عدة كتب من بينها إنجيله الذي أراده أن يكون نظيراً للأناجيل المسيحية. أتباع المانوية هم من تعارف عليهم أولا بإطلاق لقب الزنادقة.

## العقائد

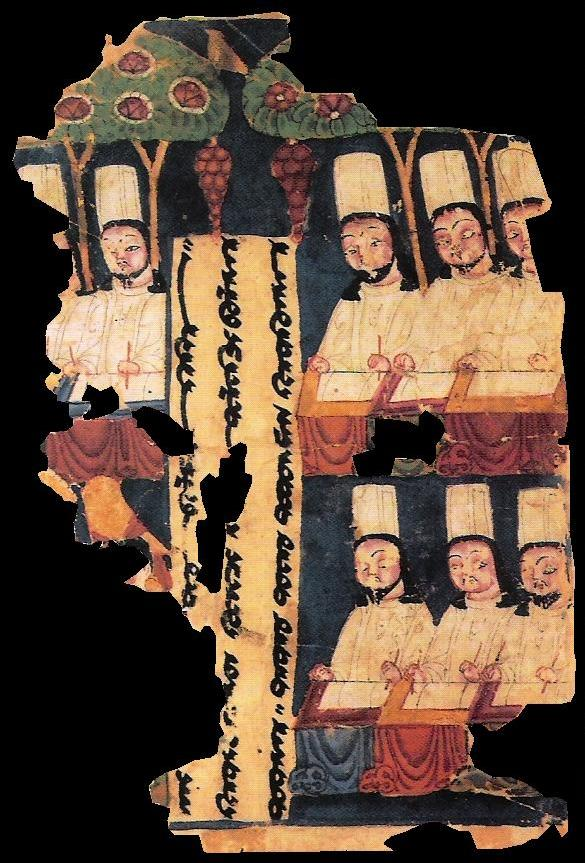
صورة داخل كتاب هي ربما من القرن الثامن أو التاسع، فيها رسم صفين من الكهنة المانويين في ثيابهم الطقوسية، ويحتوي وسط الصورة على نص بالصفدية المتأخرة (الايغويرية)

المانوية من العقائد الثنوية أي تقوم على معتقد أن العالم مركب من أصلين قديمين أحدهما النور والآخر الظلمة، وكان النور هو العنصر الهام للمخلوق الأسمى وقد نصب الإله عرشه في مملكة النور، ولكن لأنه كان نقيا غير أهل للصراع مع الشر فقد استدعى «أم الحياة» التي استدعت بدورها «الإنسان القديم» وهذا الثالوث هو تمثيل «للأب والأم والابن»، ثم إن هذا الإنسان والذي سمي أيضا «الابن الحنون» اعتبر مخلصا لأنه انتصر على قوى الظلام بجلده وجرأته، ومع ذلك استلزم وجوده وجود سمة أخرى له وهي سمة المعاناة، لأن مخلص الإنسان الأول لم يحقق انتصاره إلا بعد هزيمة ظاهرية.
و يعد موضوع آلام الإنسان الأول وتخليصه الموضوع الرئيسي في المثيولوجيا المانوية، فالإنسان الأول هو المخلص وهو نفسه بحاجة للافتداء.
والملاحظ من ذلك شبه المانوية للغنوصية (العرفانية)، وهي مصطلح عام يطلق على سلسلة عريضة من نظم التأملات الدينية التي تتماثل في نظرتها إلى أصل الإنسان. وهي تعد هرطقة من الهرطقات المسيحية وهي سابقة على المسيحية. وجميع الديانات الغنوصية تعتمد عقيدة الخلاص (الفداء) وأداة الخلاص هي (غنوص Gnose) التي تعني المعرفة أو (العرفان) وهذه المعرفة تهتم بفهم الأشياء المقدسة وكيفية الخلاص، والغنطسة لا تتحصل عن طريق العقل وإنما من خلال نوع من الإلهام الداخلي.
و قوام الخلاص هو تحرير الروح من سجنها الجسدي فبذلك يمكنها أن تصعد لله، هذا وقد سبب لها تعايشها الطويل مع الجسد نسيان أصلها السامي أي سبب لها الجهل، والخلاص من الجهل هو المعرفة، ولذلك هو بحاجة للمخلص والذي سمى «ابن الله» أو «يسوع». والجسد ورغباته شر لأنهما يمنعان الروح من الخلاص ولذلك تشجع المانوية على الزهد والرهبنة.
تحرم المانوية كل ما من شأنه تشجيع شهوات الجسد الحسية، وبما أن اللحم ينشأ من الشيطان فلذلك كان محرما، فالمانوية أعدوا ليعيشوا على الفواكه وخاصة البطيخ، كما أن الزيت مستحسن. أما الشراب فقد كان عصير الفواكه هو الاختيار الأول وفرض اجتناب تناول كمية كبيرة من الماء لأنه مادة جسدية، كما حرم عليهم قتل الحيوانات والنباتات ومن يفعل ذلك فإنه سيعاقب بولادته من جديد الشيء الذي قتله، فرض عليهم التخلي عن الزواج والمعاشرة الجنسية التي تعتبر شيئا شريرا كما عد الإنجاب أسوأ منها بكثير. وحدهم «المجتبون» هم الذين تمكنوا من تنفيذ هذه الوصايا، أما «السماعون» فقد أوكل إليهم القيام بالأعمال المحظورة على المجتبين وتزويدهم بالطعام، ويترافق تناول تلك الأطعمة بإعلان براءة المجتبين من ذلك الفعل. مثال على قول أحدهم عند أكله للخبز: «لم أحصدك ولم أطحنك ولم أعجنك ولم أضعك في الفرن بل فعل ذلك شخص آخر وأحضرك إلي فأنا أتناول دونما إثم.» كما أن ممارسة الاعتراف والتوبة قانون هام.
ذكر أيضا وجود التعميد المانوي والعشاء الرباني أو «الوليمة المقدسة» والتي كانت في نهاية الشهر الثاني عشر أو نهاية شهر الصوم المانوي وكان محور هذا العيد هو تذكر وفاة ماني وهذه المعتقدات تشبه مثيلاتها عند المسيحية.

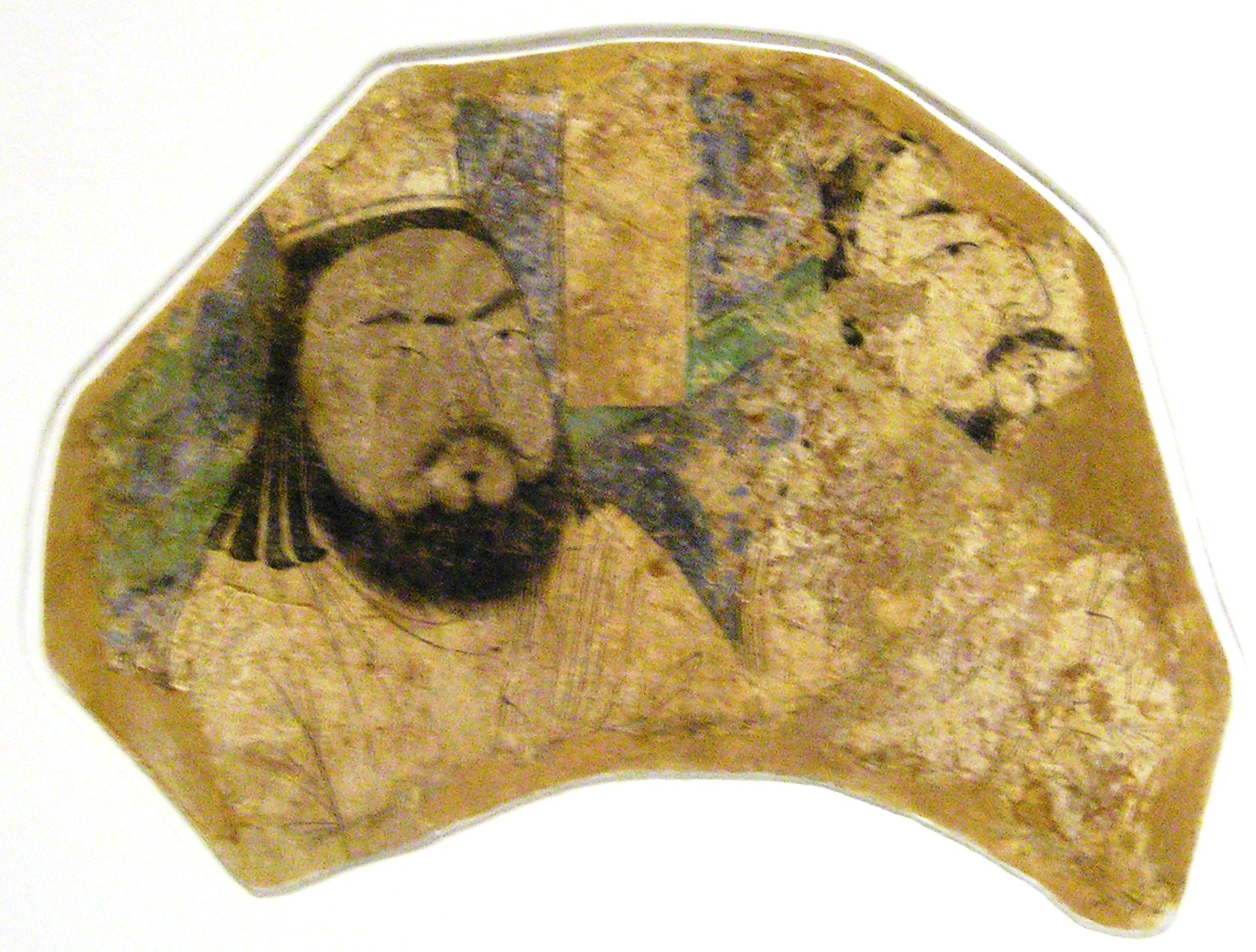
راهب مانوي، صورة جدارية من القرن العاشر أو الحادي عشر

وصف المانويين بالزندقة وكلمة «زنديق» هي كلمة فارسية دخيلة مشتقة من «زنديك» وتعني أتباع «زند»، وتشير إلى النوع الخاص من التقاليد المكتوبة الثابتة التي تنتمي إلى الشكل المجوسي من شيز، وإنما وصف المانوية بهذا الاسم كدلالة على أنهم أتباع تقاليد هرطقية -إذ أن كلمة زنديق قد حازت على هذه الدلالة في العصور الساسانية- ولأنهم ربطوا مع ديانة المجوس.
تقهقرت واندثرت العقيدة المانوية، في الغرب فبسبب عجز المانوية في مناقشاتها مع علماء اللاهوت المتدربين فلسفيا على عكس المانويين، وفي الشرق الأوسط فبانتشار الإسلام وفي الشرق الأقصى فبمعارضة البوذيين والكنفوشيين والمغول لها.
هناك رواية للكاتب أمين معلوف بعنوان (حدائق النور) تدور حول ماني والمانوية وهي مترجمة عن الفرنسية.

## المرجع
- الزندقة - ماني والمانوية. تأليف جيووايد نغرين، ترجمة وزيادة ملاحق: د. سهيل زكار. دار التكوين، دمشق.